# Mausolée Sidi Bouteffaha

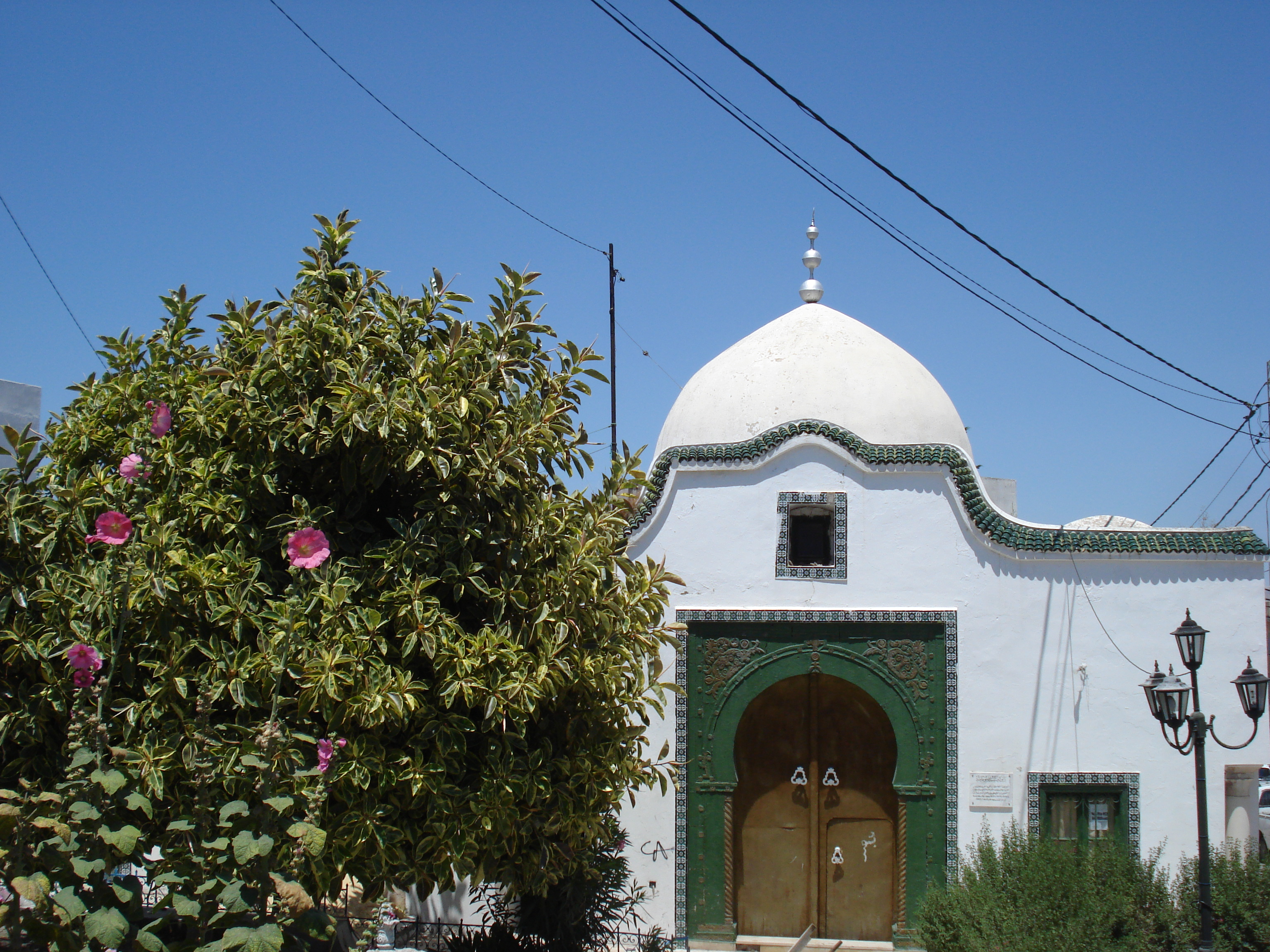
Façade du mausolée

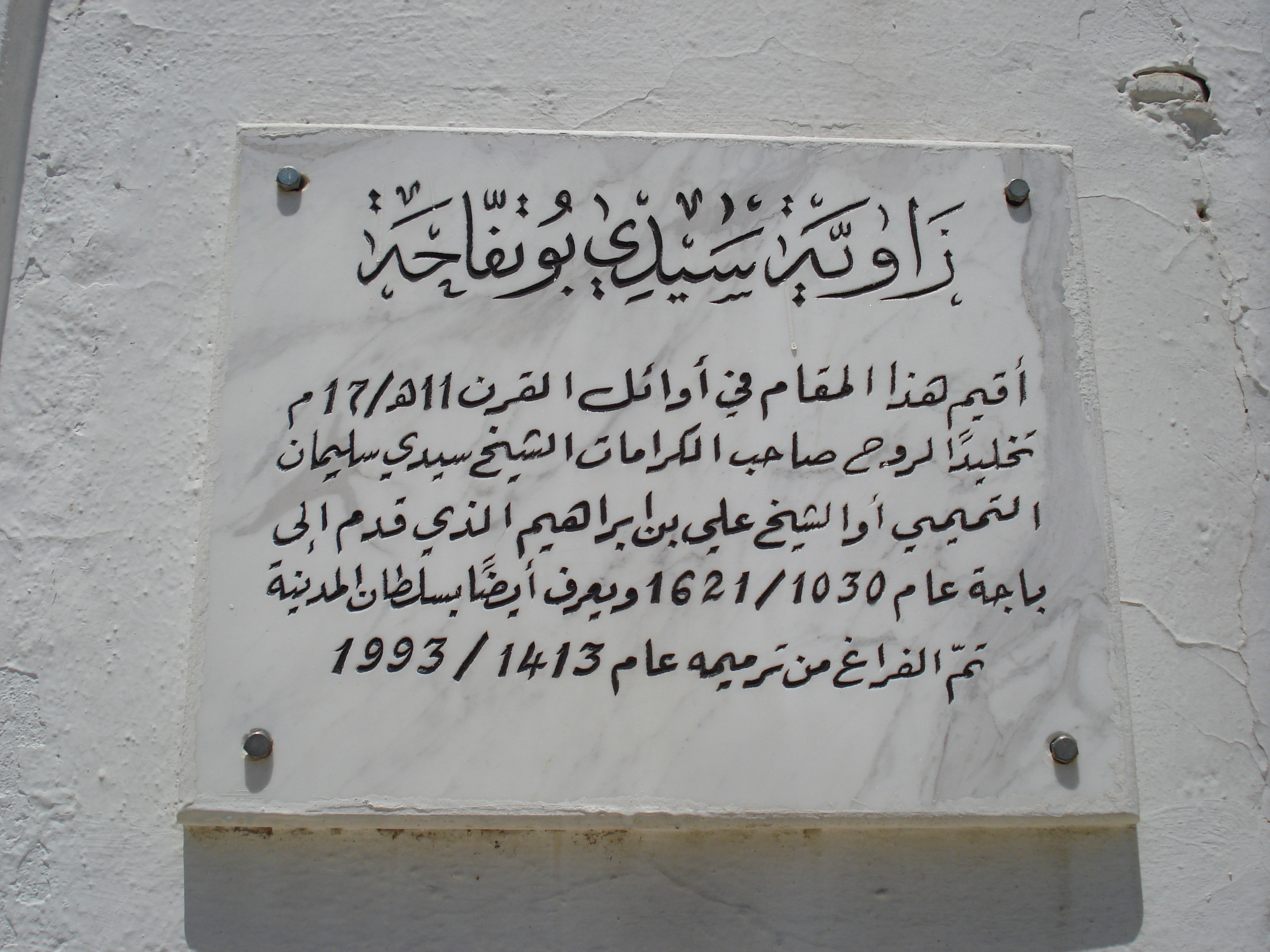
Plaque indicative sur le mur du mausolée

Le mausolée Sidi Bouteffaha est une zaouïa tunisienne située à Béja, une ville du nord du pays.
Il a été construit en 1737 et rénové à plusieurs reprises en 1993 et 2002. Il est actuellement le siège de l'Association de sauvegarde de la médina de Béja.
Il porte le nom de Sidi Ali Ben Sliman Bouteffaha, arrivé à Béja en 1621, et devenu célèbre en exauçant le vœu d'une personne qui souhaitait visiter La Mecque.